# Helena Norberg-Hodge
Pour les articles homonymes, voir Norberg (homonymie).
Helena Norberg-Hodge, née en 1946, est une militante écologiste britannique d'origine suédoise. 

## Biographie
Helena Norberg-Hodge fait ses études en Suède, Allemagne, Autriche, Angleterre et aux États-Unis. Elle se spécialise en linguistique, y compris un doctorat à l'Université de Londres et au MIT, avec Noam Chomsky. Elle est également polyglotte, pratiquant sept langues, elle a vécu et étudié dans de nombreuses cultures à des degrés divers de l'industrialisation.
Elle fonde en 1975 l'ONG International Society for Ecology and Culture. Elle est également cofondatrice du Forum International sur la Mondialisation, une alliance de soixante chefs de groupes militants, pour stimuler une nouvelle réflexion, utiliser la pédagogie comme moyen de réponse à la mondialisation économique libérale.
Elle est par ailleurs impliquée dans le Réseau Mondial d'Écovillages et dirige le Projet Ladakh, célèbre pour son travail novateur pour développer durablement le plateau tibétain. 
La philosophe britannique est reconnue pour être une analyste experte concernant les conséquences de l'économie mondialisée sur l'agriculture[réf. nécessaire]. Elle a beaucoup lu et enseigné partout dans le monde (Harvard, Oxford...)[réf. nécessaire].

### Engagement
Helena Norberg-Hodge participe à des campagnes altermondialistes de recherches d'alternatives (notamment aux côtés de Vandana Shiva en 1999 à l'occasion du G8 à Cologne).

## Distinction
Au nom du Ladakh Ecological Development Group, Helena Norberg-Hodge est lauréate du Right Livelihood Award en 1992, « pour avoir préservé la culture et les valeurs traditionnelles du Ladakh contre les assauts du tourisme et le développement. ».

## Citation
« Partout dans le monde d'aujourd'hui, il y a une conscience croissante des défaillances du modèle occidental de développement et un désir correspondant à chercher davantage à l'échelle humaine, des façons écologiques de vivre.  »

— Helena Norbert-Hodge Discours d'acceptation du Right Livelihood Award, 9 décembre 1986.

## Œuvres
- Helena Norberg-Hodge, Quand le développement crée la pauvreté. L'exemple du Ladakh, Fayard, 2002, 280 p. (ISBN 978-2-213-61141-9)
- Helena Norberg-Hodge et Steven Todd Merrifield (trad. Geneviève Boulanger et Françoise Forest), Manger local. Un choix écologique et économique, Écosociété, 2005 (ISBN 978-2-923165-07-3)